# Стадион Галагър
Стадион Джеймс Уотмън Уей, по-познат като стадион Галагър (на английски: Gallagher Stadium), е дом на отбора Мейдстоун Юнайтед.

## История и условия
Построен през 2012 г., има капацитет от 4191 места. Теренът е с изкуствена трева.
При построяването капацитета на стадиона е 3000 места, състоящи се от изцяло покрита централна трибуна за 442 седящи места, по късно увеличена до 750 места. Две малки правостоящи покрити трибуни зад двете врати. През 2017 поради засилващия се интерес от страна на феновете е изградена трибуна зад северната врата с капацитет 1768 правостоящи места. Има план за издигане на трибуна в западната част. Стадионът разполага с офиси за ръководството, съблекални за отбори и съдии, конферентна зала, учебна стая за деца и юноши трениращи в отбора, бар за домакинските фенове, клубен магазин, множество будки за храна и напитки.

## Рекорди
- Първи двубой – Мейдстоун Юнайтед 0 – 5 Брайтън 14.07.2012
- Първи гол и победа – Мейдстоун Юнайтед 1 – 0 Даг&Ред 17.07.2012